# Basilica della Visitazione della Beata Vergine Maria (Stoczek)
La basilica della Visitazione della Beata Vergine Maria è parte del convento di Stoczek, località ricadente nel comune (gmina) di Kiwity, nel voivodato della Varmia-Masuria.
La chiesa di forma circolare venne edificata nel XVII secolo e poi ampliata fra il 1708 ed il 1711. È un esempio dell'architettura del tardo barocco della Polonia. Lo scultore Krzysztof Peucker realizzò l'altare maggiore della basilica nel 1713, dedicato alla vergine di Stoczek e copia dell'immagine Salus Populi Romani a Roma.

## Galleria d'immagini

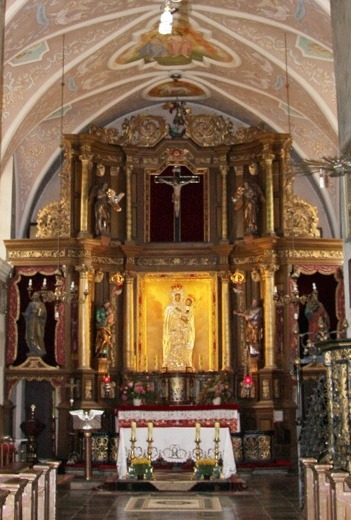
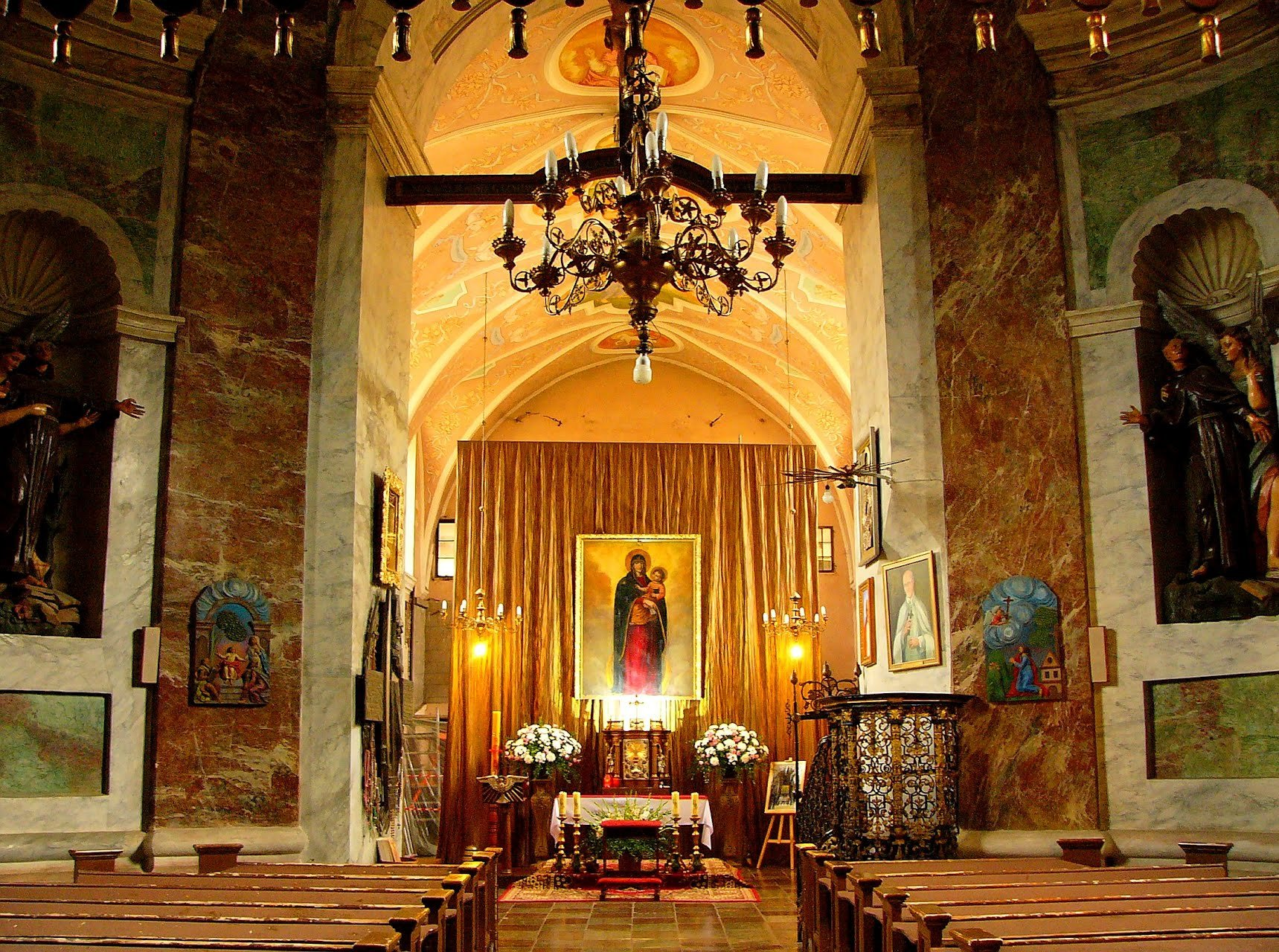
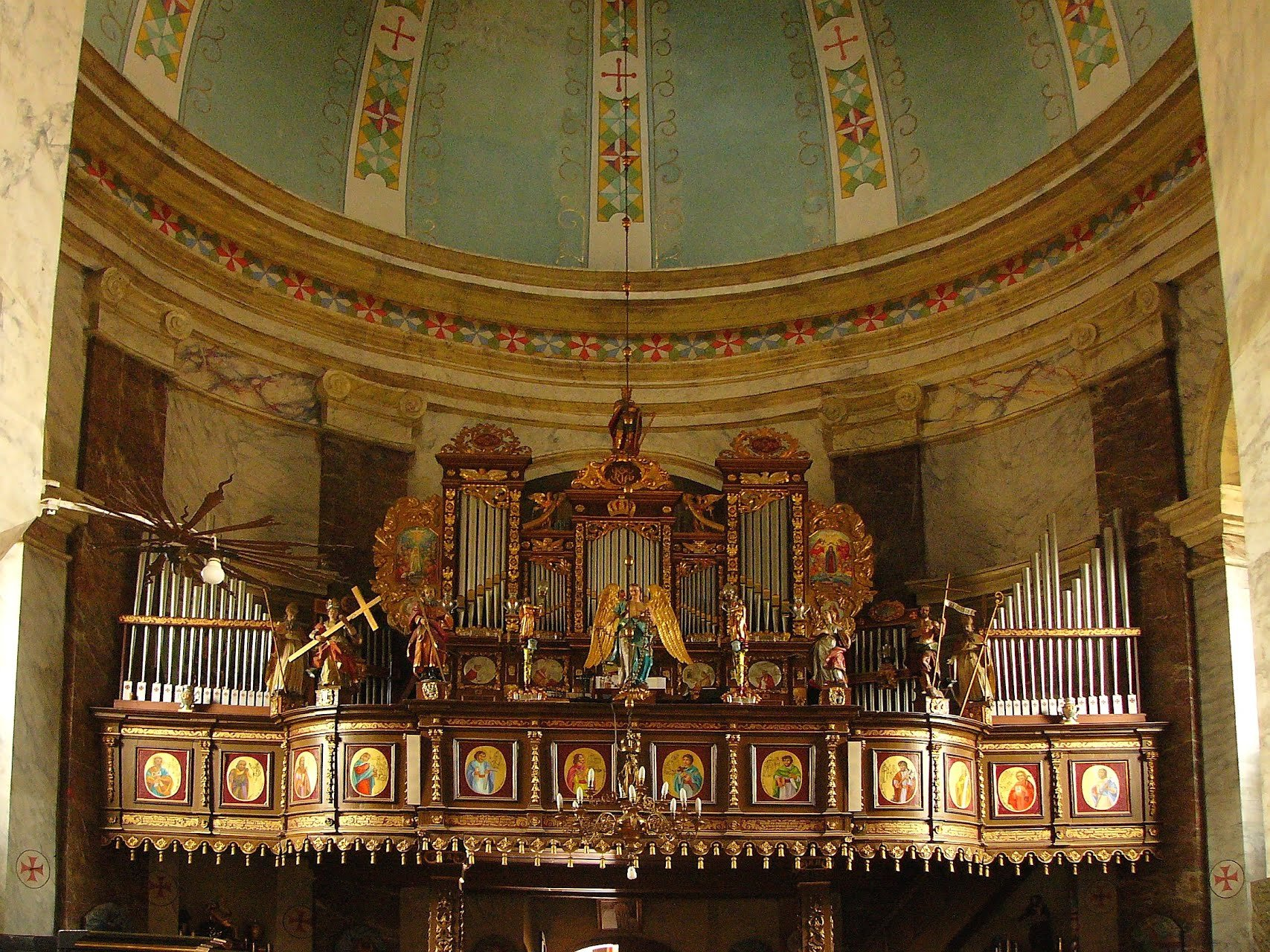
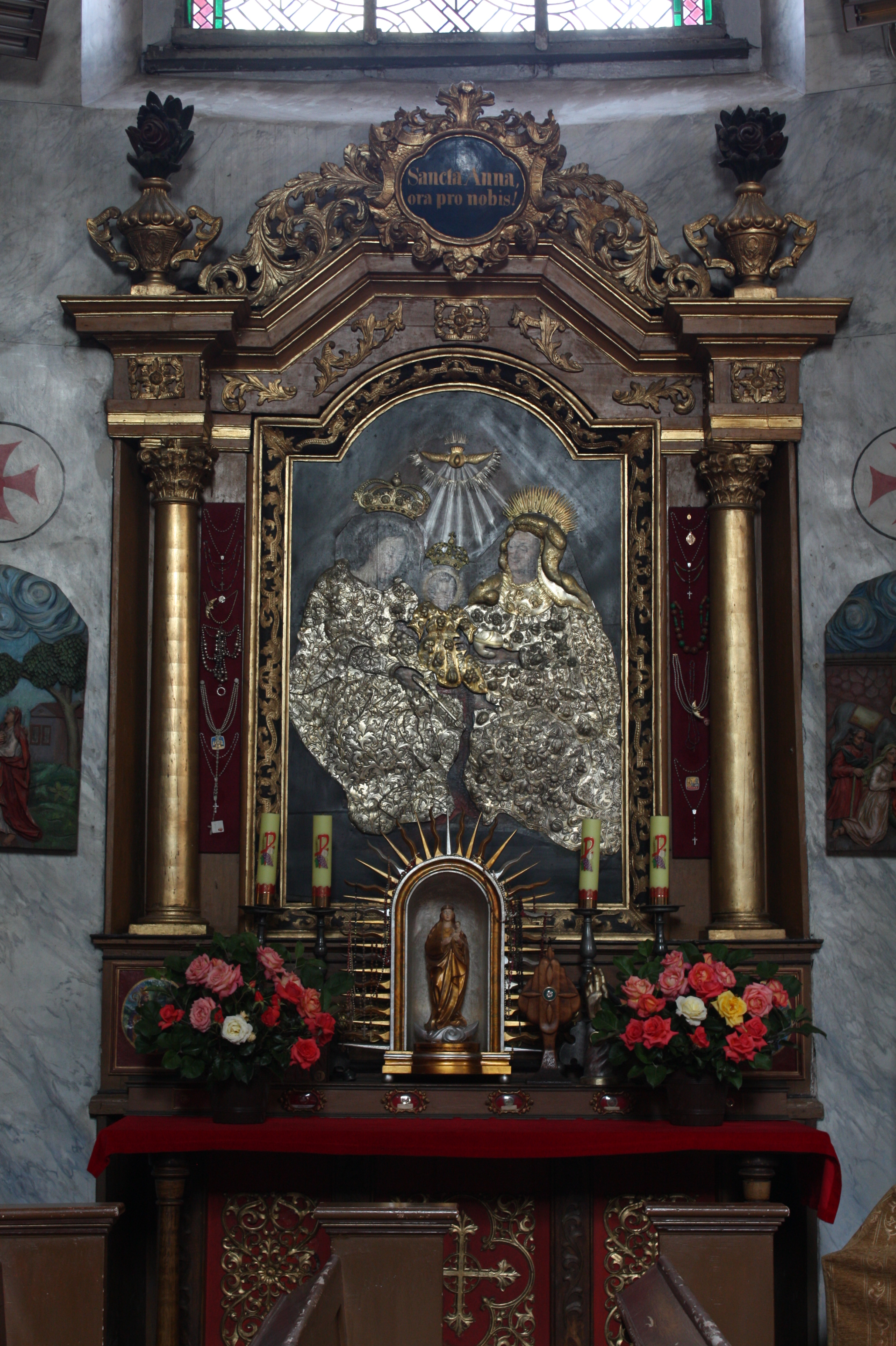
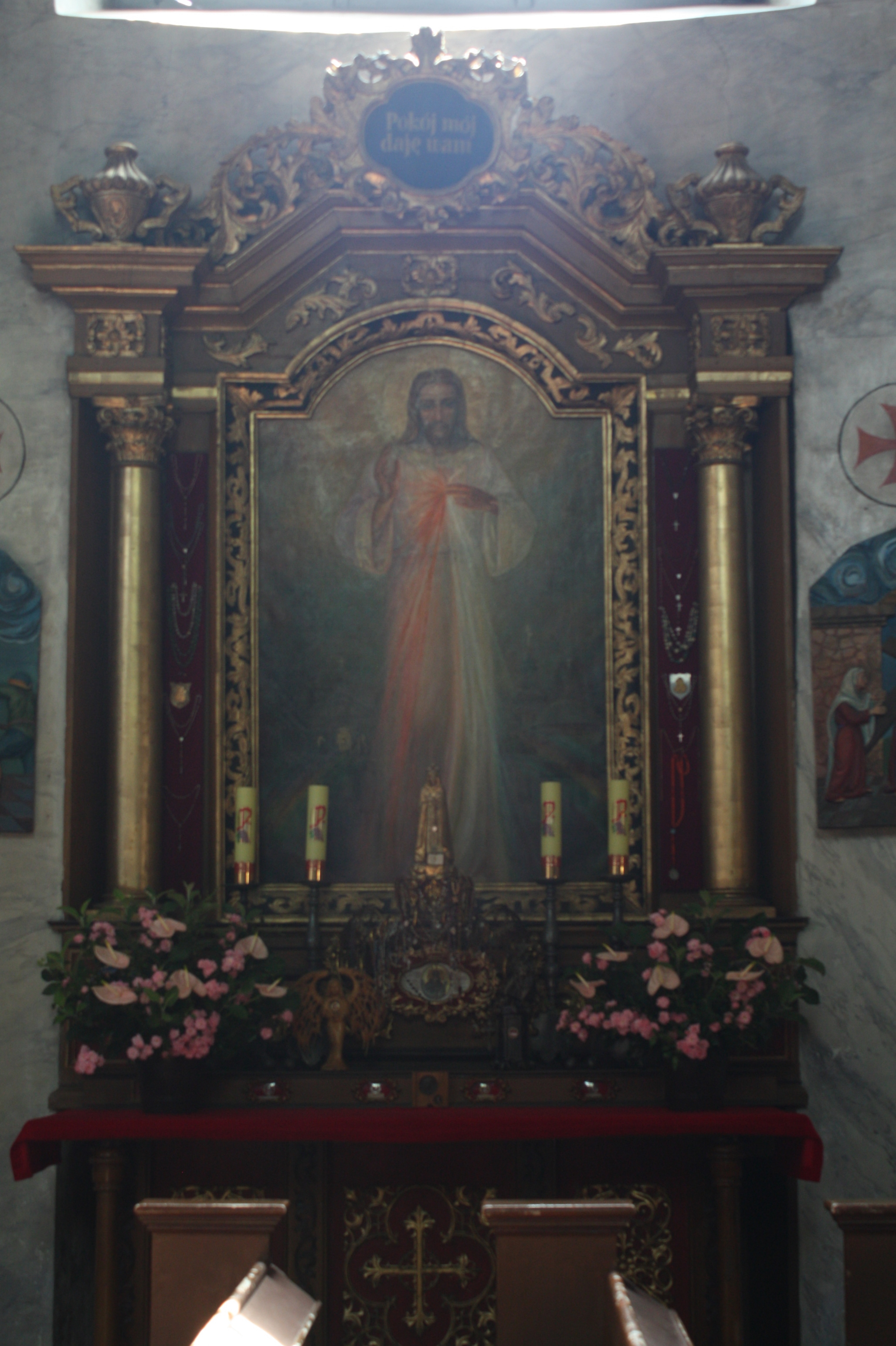